# Kunstverein Neckar-Odenwald

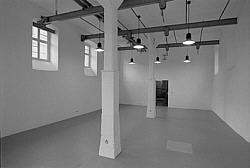
Das ehemalige Alte Schlachthaus ist heute Ausstellungsraum des Kunstverein Neckar-Odenwald in Mosbach

Der Kunstverein Neckar-Odenwald ist ein eingetragener Verein mit Sitz Mosbach/Baden.

## Geschichte
Der Verein wurde 1977 gegründet und veranstaltet regelmäßig Kunstausstellungen. Seine Ausstellungsräume befinden sich in den beiden größten Städten des Neckar-Odenwald-Kreises Mosbach und Buchen. In Mosbach steht ihm das historische „Alte Schlachthaus“ zur Verfügung. In Buchen verfügt der Verein über die Möglichkeit, im Ausstellungsraum „Kulturforum Vis-à-Vis“ seine Ausstellungen zu zeigen.

## Programm
Das Ausstellungsprogramm umfasst überwiegend überregionale moderne Kunst mit den Schwerpunkten Malerei, Plastik und neuerdings Fotografie. Daneben wird in Gruppen- und Einzelausstellungen auch den im Verein organisierten aktiven Künstlern die Möglichkeit gegeben, sich mit ihren Arbeiten zu präsentieren.
Zu den Höhepunkten der Vereinsgeschichte gehören Ausstellungen mit Werken von HAP Grieshaber (1979), Max Ackermann (1982), Wilhelm Schnarrenberger (1992), Johannes Grützke (1999), Anselm Kiefer (2002), und Werner Pokorny (2004). Im Jahre 2005 trug der Kunstverein wesentlich zu einem Ausstellungszyklus zum Thema Hollerbacher Malerkolonie bei.
Das Jahr 2007 stand im Zeichen des 30-jährigen Vereinsgeburtstags mit ambitionierten Gruppenausstellungen. 2014 war eine große Ausstellung dem aus Mosbach stammenden Maler und Grafiker Fritz Heinsheimer gewidmet.
Seit 2004 wird bei den Ausstellungen Wert darauf gelegt, auch neuere künstlerische Medien wie Fotografie und Computerkunst zu zeigen. Im Jahre 2007 hatte der Verein ca. 250 Mitglieder, darunter ca. 40 aktive Künstler. Der Kunstverein Neckar-Odenwald wird ehrenamtlich geführt, Vorsitzender war von 1990 bis 2014 der Buchener Maler Werner Zeh. 2014 wurde der Mosbacher Harald Kielmann zum Vorsitzenden des Vereins gewählt.